# 狐狸与猎狗
《狐狸与猎狗》（英語：The Fox and the Hound）是一部由華特迪士尼於1981年製作並發行的動畫電影。它的上映日期是1981年7月10日（香港則於1982年1月14日上映），為第24部華特迪士尼經典動畫長片。
其內容是自1967年的同名小說改編而來，这个故事剧情感人，被网路评为迪士尼最感人的作品。這部電影描述狐狸陶德（Tod）和猎狗小铜（Copper）的友誼，牠們童年时的欢乐时光，两个朋友成為敵人的日子慢慢逼近。陶德由米基·鲁尼飾演，小铜則由寇特·羅素飾演。
本片DVD已经分别由中录德加拉，博伟在中国大陆，台湾发行。本片的電影原聲帶CD版則從未推出。對於大多數迪士尼電影电影原声带由滚石在两岸发行后，EMI、艾迴分别在中国大陆、台湾再度发行。在台灣原版錄影帶在1997年4月推出，三區DVD則於2000年上市，到2007年又發行特別版，至於本片電影原聲帶則未推出。本片在1999年於台灣迪士尼頻道首播。原版錄像帶1994年首度發行，並於2000年5月第二輪推出『黃金典藏系列』錄影帶，同時首度推出DVD，到了2006年更推出25週年紀念版DVD。續集由迪士尼則是於2006年以錄影帶首映的方式上映的。2019年2月17日CCTV6电影频道首播该片。

## 劇情
故事起源於農村美國。一只名叫陶德的小狐狸的母親被獵人殺害， 小狐狸被一名老婦人收養。 有一天，陶德看到小铜很快成為朋友。牠们一同玩耍嬉鬧，過着无憂无慮的生活。但是當牠们漸漸長大，也知道彼此是天敵的命運，牠们的友谊漸漸出现危機。
陶德在一次意外中不小心害照顾小銅的老狗被火车撞傷，生命垂危。小铜答應報復陶德。與此同時，小銅步步緊逼出逃的陶德，然而它們遭遇到了熊，陶德原本可以借此機會擺脱小銅的追捕，但危機關頭，善良的陶德凭借智慧，幫助小銅合力打败了熊，轉危為安，兩個伙伴重歸於好。

## 配音員
| 配音                          | 配音                 | 配音                | 角色                        |
| 英語                          | 中文                 | 粵語(DVD/BD)        | 角色                        |
| ----------------------------- | -------------------- | ------------------- | --------------------------- |
| 米基·鲁尼 凱斯·庫甘（幼年）   | 李勇 樓晉揚（幼年）  | 翟耀輝 陳淦豪(幼年) | 陶德（Tod）                 |
| 寇特·羅素 克利·費爾曼（幼年） | 姜先誠 高德宇（幼年) | 葉振聲 劉培暉(幼年) | 小銅（Copper）              |
| 波兒·貝利                     | 崔幗夫               | 洗寶蓮              | 貓頭鷹大媽（Big Mama）      |
| 傑克·艾伯特森                 | 胡立成               | 黃一飛              | 艾莫斯·史萊登（Amos Slade） |
| 珊迪·杜坎                     | 李直平               |                     | 薇西（Vixey）               |
| 珍妮·諾蘭                     | 王華怡               | 陶碧兒              | 崔德寡婦（Widow Tweed）     |
| 派特·巴特拉姆                 | 孫中台               | 周志輝              | 老大（Chief）               |
| 約翰·費德勒                   | 楊少文               |                     | 豪豬（The Porcupine）       |
| 約翰·馬克泰爾                 | 孫德成               |                     | 愛生氣的獾（The Badger）    |
| 理查德·巴卡爾揚               | 劉傑                 | 李錦綸 (配音員)     | 丁奇（Dinky）               |
| 保羅·文切爾                   | 沈光平               | 郭家傑              | 布默（Boomer）              |

## 電影歌曲
1. 《The Best of Friends》
2. 《Lack of Education》
3. 《A Huntin' Man》
4. 《Goodbye May Seem Forever》
5. 《Appreciate the Lady》

## 外部連結
- 官方网站
- 互联网电影数据库（IMDb）上《狐狸与猎狗》的资料（英文）
- TCM电影资料库上《狐狸与猎狗》的资料（英文）
- 大卡通資料庫上《狐狸与猎狗》的資料（英文）

- 豆瓣电影上《狐狸与猎狗》的資料 （简体中文）
- AllMovie上《狐狸与猎狗》的资料（英文）
- Box Office Mojo上《狐狸与猎狗》的資料（英文）
- 爛番茄上《狐狸与猎狗》的資料（英文）